# Louis Kauffman
Louis Hirsch Kauffman (né le 3 février 1945 à Potsdam (New York)) est un mathématicien, topologue américain ; il est professeur de mathématiques au département de mathématiques, de statistiques et d'informatique de l'université de l'Illinois à Chicago. Il est connu pour l'introduction et le développement du polynôme crochet et du polynôme de Kauffman.

## Biographie
Kauffman a été major de sa promotion à la Norwood Norfolk Central High School en 1962. Il a obtenu son B. Sc. au Massachusetts Institute of Technology en 1966 et son Ph. D. en mathématiques à l'université de Princeton en 1972 sous la direction de William Browder avec une thèse intitulée « Cyclic Branched-Covers, O(n)-Actions and Hypersurface Singularities ».
Il est professeur assistant (1971-1977), professeur associé (1977-1985), professeur titulaire (1985-2017), professeur émérite (depuis 2017), le tout à 
l'université de l'Illinois à Chicago. Kauffman a séjourné dans de nombreuses institutions en tant que professeur ou chercheur invité, y compris l'université de Saragosse, l'université de l'Iowa à Iowa City, l'Institut des hautes études scientifiques à Bures Sur Yvette, l'Institut Henri-Poincaré à Paris, l'université de Bologne, l'Université fédérale du Pernambouc à Recife, et l'Institut Isaac-Newton à Cambridge.
Il est le rédacteur fondateur et l'un des rédacteurs en chef du Journal of Knot Theory and Its Ramifications (en), et dirige la collection On Knots and Everything chez World Scientific. Il tient une chronique intitulée « Virtual Logic » dans la revue Cybernetics and Human Knowing..
De 2005 à 2008, il a été président de l'American Society for Cybernetics (en). 

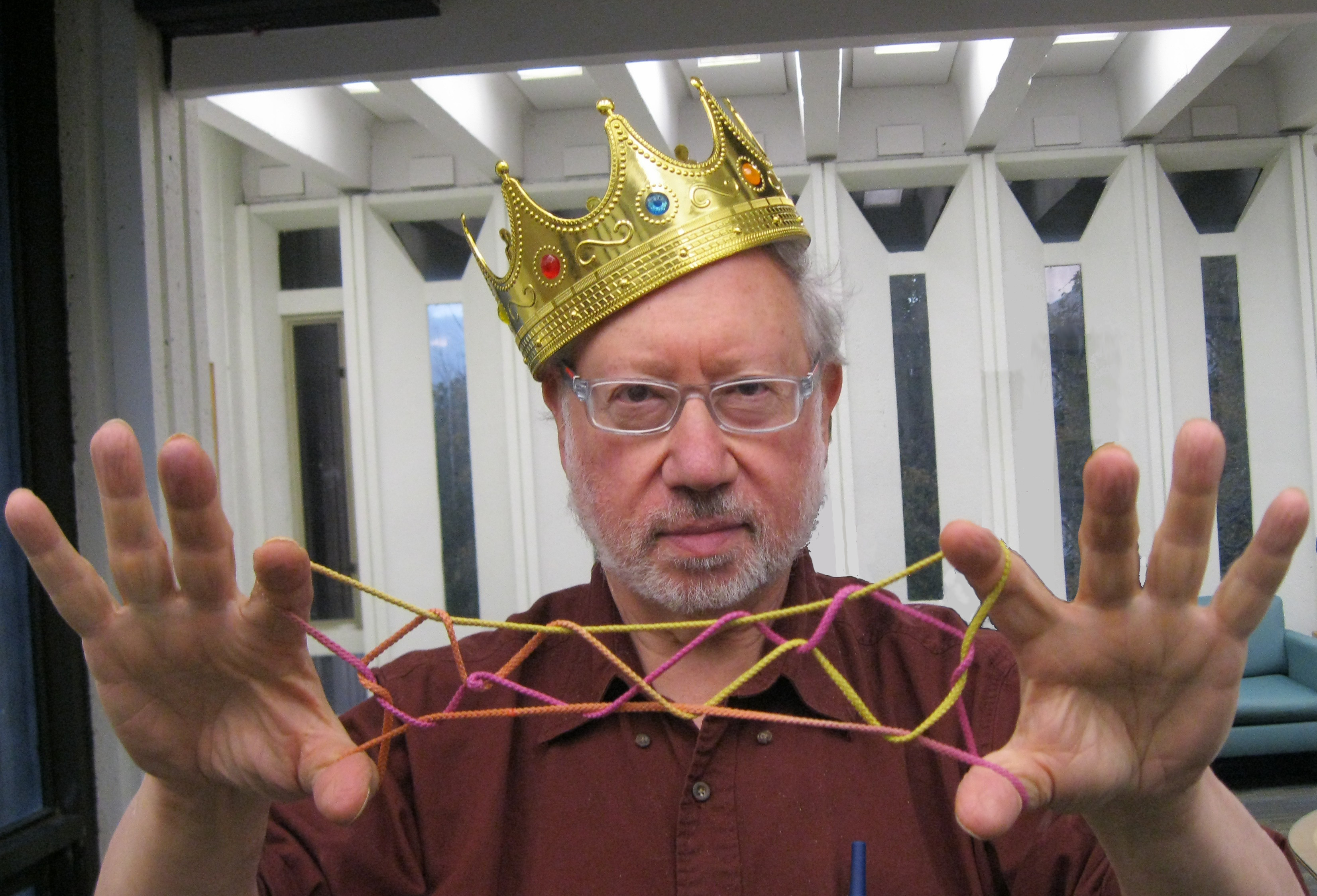
Louis H. Kauffman en octobre 2014.

## Travaux
Les intérêts de recherche de Kauffman se situent dans les domaines de la cybernétique, de la topologie et des fondements des mathématiques et de la physique. Ses travaux concernent principalement la théorie des nœuds et ses connexions avec la mécanique statistique, la théorie quantique des champs, l'algèbre, la combinatoire et les fondements des mathématiques En topologie, il a introduit et développé les notions de polynôme crochet  et de polynôme de Kauffman .

### Polynôme crochet
Dans le domaine mathématique de théorie des nœuds, le polynôme crochet, également connu sous le nom de crochet de Kauffman, est un invariant polynomial d'entrelacs encadrés. Ce n'est pas un invariant de nœuds ou d'entrelacs (car il n'est pas invariant sous les mouvements de Reidemeister de type I), mais une version convenablement « normalisée » donne le fameux invariant de nœuds qu'est le polynôme de Jones. Le polynôme crochet joue un rôle important dans l'unification du polynôme de Jones avec d'autres invariants quantiques. En particulier, l'interprétation de Kauffman du polynôme de Jones permet une généralisation aux invariants de somme des 3-variétés. Plus récemment, le polynôme crochet a formé la base de la construction, par Mikhaïl Khovanov, d'une homologie pour les nœuds et les entrelacs (l'homologie de Khovanov (en)), qui crée un invariant plus fort que le polynôme de Jones et tel que la caractéristique d'Euler graduée de l'homologie de Khovanov est égale au polynôme de Jones original. Les générateurs pour le complexe des chaînes de l'homologie de Khovanov sont des états du polynôme crochet décoré avec des éléments d'une algèbre de Frobenius.

### Polynôme de Kauffman
Le polynôme de Kauffman est un polynôme à nœuds à 2 variables dû à Louis Kauffman. Il est défini comme
{\displaystyle F(K)(a,z)=a^{-w(K)}L(K)}
où {\displaystyle w(K)} est l'entortillement et {\displaystyle L(K)} est un invariant d'isotopie régulier qui généralise le polynôme crochet.

### Calcul ordonné discret
En 1994, Kauffman et Tom Etter ont écrit un projet de proposition de calcul ordonné discret non commutatif (DOC), qu'ils ont présenté sous une forme révisée en 1996 dans la revue ANPA west . Dans l'intervalle, la théorie a été présentée sous une forme modifiée par Kauffman et H. Pierre Noyes avec une présentation d'une dérivation des équations de Maxwell en espace libre sur cette base.

## Récompenses et honneurs
Kauffman a obtenu avec Thomas Banchoff un prix Prix Halmos-Ford en 1978. Kauffman a reçu en 1993 le prix Warren McCulloch de l'American Society for Cybernetics et le prix 1996 de l'Alternative Natural Philosophy Association pour ses travaux en physique discrète. Il est le récipiendaire pour 2014 du prix Norbert Wiener de l'American Society for Cybernetics
En 2012, il est élu membre de l'American Mathematical Society.

## Publications
Louis H. Kauffman est l'auteur de plusieurs monographies sur la théorie des nœuds et la physique mathématique. Sa liste de publications compte plus de 170 articles,.
Ouvrages comme auteur (sélection)
- [1987] : On Knots, Princeton University Press, coll. « Annals of Mathematics Studies » (no 115), 1987, xv+490 (zbMATH 0627.57002, présentation en ligne)
- [1993]  : avec Randy A. Baadhio, Quantum Topology, World Scientific, coll. « Series on Knots and Everything », 1993, 394 p.
- [1994]  : avec Sostenes Lins, Temperley-Lieb Recoupling Theory and Invariants of 3-Manifolds, Princeton University Press, 1994, 312 p.
- [1995]  : Knots and Applications, World Scientific, coll. « Series on Knots and Everything » (no 6), 1995, xi+478
- [2013] : Louis H. Kauffman, Knots and physics, World Scientific, 2013, 4e éd., xviii+846 (ISBN 978-981-4383-00-4, zbMATH 1266.57001)

Ouvrages comme éditeur (sélection)
- [1996] : Louis Kauffman (éditeur), The interface of knots and physics : American Mathematical Society short course, San Francisco (2-3 janvier 1995), American Mathematical Society, coll. « Proceedings of Symposia in Applied Mathematics » (no 51), 1996, x+208 (zbMATH 0832.00047)
- [1998] : A. Stasiak, V. Katritch et L. H. Kauffman (éditeurs), Ideal knots, World Scientific, coll. « Series on Knots and Everything » (no 19), 1998, x+ 414 (zbMATH 0915.00018)
- [2000] : Cameron Gordon, Vaughan F. R. Jones, Louis H. Kauffman, Sofia Lambropoulou et Jozef H. Przytycki (éditeurs), Knots in Hellas ’98 : Proceedings of the International Conference on Knot Theory and Its Ramifications, European Cultural Centre of Delphi, Grèce, 7-15 août 1998, World Scientific, coll. « Series on Knots and Everything » (no 24), 1998, 600 p. (zbMATH 0959.00034)
- [2016] : Colin C. Adams, Cameron McA. Gordon, Vaughan F. R. Jones, Louis H. Kauffman, Sofia Lambropoulou, Kenneth C. Millett, Jozef Przytycki, Renzo L. Ricca et Radmila Sazdanovic (éditeurs), Knots, low-dimensional topology and applications : Knots in Hellas, Conférence internationale 17-23 juillet 2016, International Olympic Academy, Cham: Springer, coll. « Springer Proceedings in Mathematics and Statistics » (no 284), 2019, xii+ 476 (ISBN 978-3-030-16030-2 et 978-3-030-16031-9, zbMATH 1419.57001)